# Mathieu Voyemant
Mathieu Voyemant es un deportista francés que compitió en piragüismo en la modalidad de eslalon. Ganó una medalla de plata en el Campeonato Mundial de Piragüismo en Eslalon de 2007 y una medalla de plata en el Campeonato Europeo de Piragüismo en Eslalon de 2009.

## Palmarés internacional
| Campeonato Mundial | Campeonato Mundial       | Campeonato Mundial | Campeonato Mundial |
| Año                | Lugar                    | Medalla            | Competición        |
| ------------------ | ------------------------ | ------------------ | ------------------ |
| 2007               | Foz do Iguaçu (Brasil)   | Medalla de plata   | C2 por equipos     |
| Campeonato Europeo |                          |                    |                    |
| Año                | Lugar                    | Medalla            | Competición        |
| 2009               | Nottingham (Reino Unido) | Medalla de plata   | C2 individual      |